# Dendrobium pterocarpum
Dendrobium pterocarpum är en orkidéart som beskrevs av Oakes Ames. Dendrobium pterocarpum ingår i släktet Dendrobium, och familjen orkidéer. Inga underarter finns listade i Catalogue of Life.